# Belokalitvinsky (huyện)
Huyện Belokalitvinsky (tiếng Nga: ? райо́н) là một huyện hành chính tự quản (raion), của Tỉnh Rostov, Nga. Huyện có diện tích 2591 kilômét vuông. Trung tâm của huyện đóng ở Belaya Kalitva.